# Communauté de communes du Pays de la Zorn
La communauté de communes du Pays de la Zorn est une intercommunalité située dans le département du Bas-Rhin et la région Grand Est et compte 20 communes.

## Historique
La communauté de communes du Pays de la Zorn a été créée le 1er janvier 1997.
Le 1er janvier 2019, la commune de Ringeldorf intègre la commune nouvelle de Val-de-Moder à la suite d'un arrêté préfectoral du 19 décembre 2018. Par conséquent, elle quitte la communauté de communes du Pays de la Zorn pour rejoindre la communauté d'agglomération de Haguenau.

## Composition
La communauté de communes est composée des 20 communes suivantes :

| Nom                         | Code Insee | Gentilé            | Superficie (km2) | Population (dernière pop. légale) | Densité (hab./km2) |
| --------------------------- | ---------- | ------------------ | ---------------- | --------------------------------- | ------------------ |
| Hochfelden (siège)          | 67202      | Hochfeldois        | 15,76            | 4 039 (2022)                      | 256                |
| Alteckendorf                | 67005      | Alteckendorfois    | 5,72             | 858 (2022)                        | 150                |
| Bossendorf                  | 67058      | Bossendorfois      | 3,98             | 383 (2022)                        | 96                 |
| Duntzenheim                 | 67107      | Duntzenheimois     | 6,21             | 656 (2022)                        | 106                |
| Ettendorf                   | 67135      | Ettendorfois       | 6,34             | 742 (2022)                        | 117                |
| Geiswiller-Zœbersdorf       | 67153      |                    | 5,05             | 388 (2022)                        | 77                 |
| Grassendorf                 | 67166      | Grassendorfois     | 2,24             | 258 (2022)                        | 115                |
| Hohfrankenheim              | 67209      | Hohfrankenheimois  | 2,76             | 275 (2022)                        | 100                |
| Ingenheim                   | 67220      | Ingenheimois       | 5,37             | 375 (2022)                        | 70                 |
| Issenhausen                 | 67225      | Issenhausois       | 2,1              | 108 (2022)                        | 51                 |
| Lixhausen                   | 67270      | Lixhausenois       | 3,29             | 363 (2022)                        | 110                |
| Melsheim                    | 67287      | Melsheimois        | 5,21             | 559 (2022)                        | 107                |
| Minversheim                 | 67293      | Minversheimois     | 5,45             | 703 (2022)                        | 129                |
| Mutzenhouse                 | 67312      | Mutzenhousois      | 2,21             | 450 (2022)                        | 204                |
| Scherlenheim                | 67444      | Scherlenheimois    | 2,32             | 114 (2022)                        | 49                 |
| Schwindratzheim             | 67460      | Schwindratzheimois | 9,14             | 1 763 (2022)                      | 193                |
| Waltenheim-sur-Zorn         | 67516      |                    | 5,04             | 659 (2022)                        | 131                |
| Wickersheim-Wilshausen      | 67530      | Wickersheimois     | 5,45             | 394 (2022)                        | 72                 |
| Wilwisheim                  | 67534      | Wilwisheimois      | 5,3              | 768 (2022)                        | 145                |
| Wingersheim les Quatre Bans | 67539      |                    | 18,52            | 2 340 (2022)                      | 126                |

### Établissements publics de coopération intercommunale limitrophes

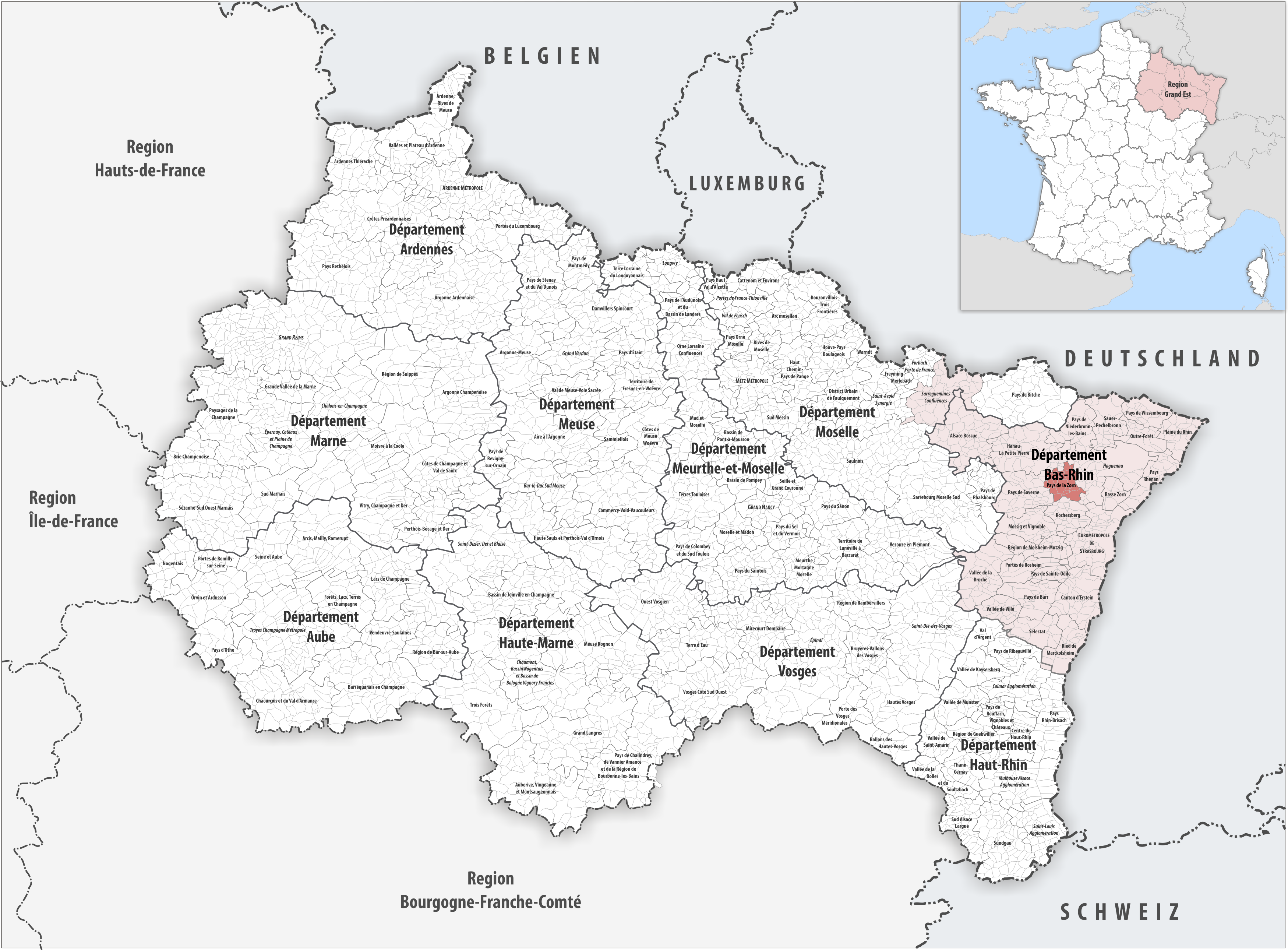
Communauté de communes du Kochersberg au sein du Grand Est.

### Pôle d'équilibre territorial et rural
La communauté de communes, conjointement avec celle du Kochersberg, forme le pôle d'équilibre territorial et rural (PETR) AKochZorn.

## Compétences
Les compétences obligatoires :
- l'aménagement de l'espace ;
- le développement économique.

Les compétences optionnelles :
- la protection et mise en valeur de l'environnement ;
- la politique du logement et du cadre de vie ;
- la création, l'aménagement et l'entretien de la voirie communautaire ;
- la construction, l'entretien et le fonctionnement d'équipements culturels et sportifs et d'équipements de l'enseignement pré-élémentaire et élémentaire.

## Administration
La communauté de communes du Pays de la Zorn a son siège à Hochfelden.
La maison du Pays de la Zorn a été inaugurée en 2012.
Son premier président, jusqu'en 2014, était Bernard Ingwiller, maire de Grassendorf.
Depuis les élections de mars 2014, le président est Bernard Freud, maire de Wingersheim.

### Conseil communautaire
Le conseil communautaire de la communauté de communes se compose de - conseillers pour la mandature 2020-2026, répartis comme suit :
| Nombre de conseillers | Communes                    |
| --------------------- | --------------------------- |
| 10                    | Hochfelden                  |
| 5                     | Wingersheim les Quatre Bans |
| 4                     | Schwindratzheim             |
| 2                     | Alteckendorf, Ettendorf     |
| 1                     | Les 15 communes restantes   |

## Transports
La communauté de communes est devenue autorité organisatrice de la mobilité (AOM).
Schwindratzheim accueille un péage sur l'autoroute A4. La D 7 relie Hochfelden à Bouxwiller.
Hochfelden est sur la ligne traversante Saverne-Sélestat du RER métropolitain strasbourgeois, le REME.

### Covoiturage
La métropole de Strasbourg envisage la création d'une ligne de covoiturage entre Schiltigheim (Espace européen de l'entreprise) et Hochfelden.

### Impact énergétique et climatique

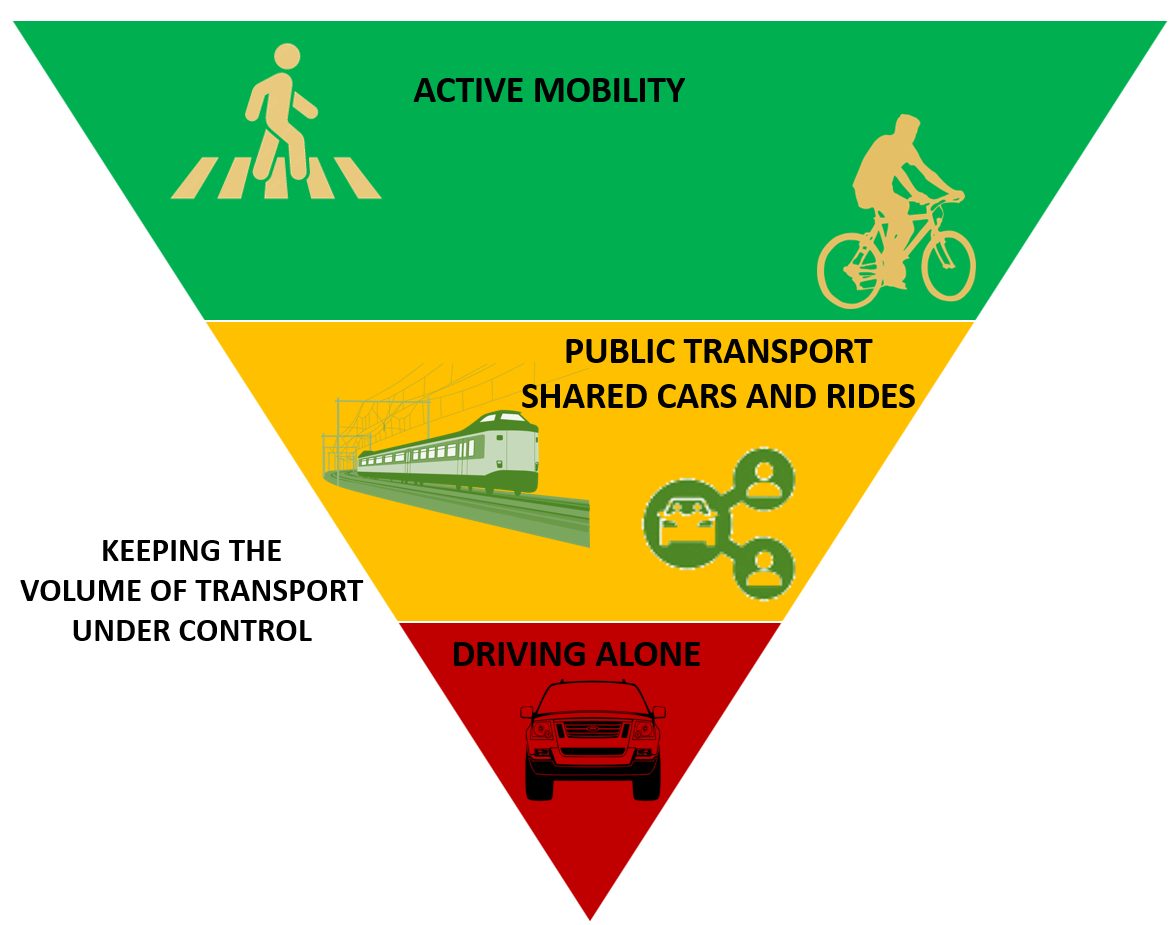
Pyramide de la mobilité, proposée par le projet européen Share North.

| -                              | Transports routiers | Autres transports |
| ------------------------------ | ------------------- | ----------------- |
| Carburant (GWh)                | 483                 | 1                 |
| Électricité (GWh)              | 0                   | 5                 |
| Gaz à effet de serre (ktéqCO2) | 46                  | 0                 |

## Environnement

### Déchets
L'installation de stockage de déchets non dangereux de Hochfelden, après avoir reçu 49 990 tonnes de déchets ménagers a définitivement fermé. En revanche, la pollution au lindane demeure. Environ un millier de fûts, d’une capacité de chacun 200 litres, seraient enfouis. Des panneaux photovoltaïques pourraient être installés sur le site.

### Énergie et climat
Dans le cadre du schéma régional d'aménagement, de développement durable et d'égalité des territoires (SRADDET) du Grand Est, ATMO Grand Est tient à jour les statistiques énergétiques  des établissements publics de coopération intercommunale de la collectivité européenne d'Alsace sous forme de diagramme de flux.
L'énergie finale annuelle, consommée en 2021, est exprimée en gigawatts-heures,.
| -                          | GWh |
| -------------------------- | --- |
| Électricité                | 85  |
| Carburants ou combustibles | 358 |
| Chaleur primaire           | 18  |

L'énergie produite en 2021 est également exprimée en gigawatts-heures.
| -                          | GWh |
| -------------------------- | --- |
| Électricité                | 7   |
| Carburants ou combustibles | 15  |
| Chaleur primaire           | 18  |

Les gaz à effet de serre sont exprimés en kilotonnes équivalent CO2.
| -                     | ktéqCO2 |
| --------------------- | ------- |
| Liées à l'énergie     | 78      |
| Non liées à l'énergie | 39      |